# Arguis
Arguis ist eine Gemeinde mit 165 Einwohnern (Stand: 2024) in der Provinz Huesca in der Autonomen Gemeinschaft Aragonien in Spanien. Sie liegt in der Hoya de Huesca.

## Lage
Die Gemeinde liegt am Stausee von Arguis etwa 21 Kilometer nördlich von Huesca. Dieser staut den Río Isuela auf. Durch die Gemeinde verläuft die Autovía A-23. Im Gemeindegebiet zahlreiche Berge mit Höhen von 1500 bis 1600 Meter.

## Bevölkerungsentwicklung seit 1900
| 1900 | 1910 | 1930 | 1940 | 1950 | 1960 | 1970 | 1981 | 1991 | 2001 | 2011 | 2020 |
| ---- | ---- | ---- | ---- | ---- | ---- | ---- | ---- | ---- | ---- | ---- | ---- |
| 299  | 308  | 274  | 224  | 214  | 148  | 89   | 52   | 58   | 69   | 117  | 125  |

## Sehenswürdigkeiten
- romanische Michaeliskirche (Iglesia de San Miguel) aus dem 12. Jahrhundert
- Einsiedelei Unsere Liebe Frau von Soldevilla aus dem 16./17. Jahrhundert

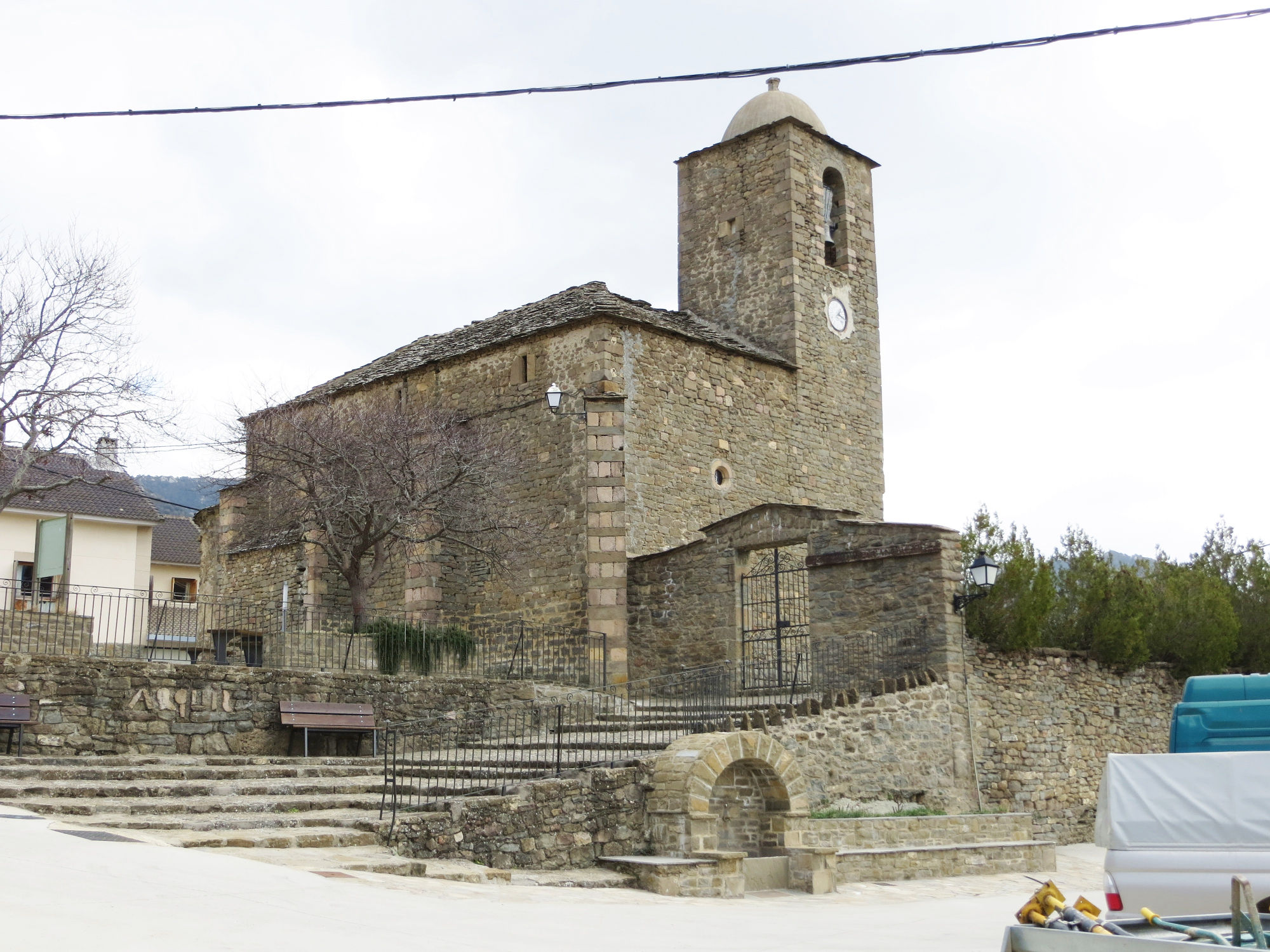
Michaeliskirche